# Luis Antonio Calvo
Luis Antonio Calvo (født 28. august 1882 i Gambita - død 22. april 1945 i Agua de Dios, Colombia) var en colombiansk komponist, pianist, violinist og cellist.
Calvo studerede violin og klaver som barn i sin hjemby, men kom senere til Bogota, hvor han studerede både violin, cello og komposition på Musikkonservatoriet hos Guillermo Uribe Holguín. Han har skrevet orkesterværker, operette, vokalmusik, korbærker, salmer, solostykker for mange instrumenter, valse, intermezzoer, tangomusik etc. Han regnes for en af de betydningsfulde  komponister i Colombia. 

## Udvalgte værker
- 4 Intermezzoer - for orkester
- Smukke Argentina - tango
- Cahvita - vals
- Mystiske Harpe - for soloharpe